# Titularbistum Tanais
Tanais, auch Tana, ist ein Titularbistum der römisch-katholischen Kirche.
Es geht zurück auf einen Bischofssitz in der Stadt Tanais, dem heutigen Asow, die sich in der Region Taurien auf der Halbinsel Krim befindet. 
Unter den Weihbischöfen des Mittelalters war Bischof Johannes, der 1380 im Bistum Cammin wirkte.
| Titularbischöfe von Tanais |                           |                                                                          |               |                   |
| Nr.                        | Name                      | Amt                                                                      | von           | bis               |
| 1                          | Joseph Tsui Shou-hsün     | Apostolischer Vikar von Weixian (Volksrepublik China)                    | 10. Mai 1958  | 29. November 1971 |
| 2                          | Andrew J. Roborecki       | Weihbischof in Zentral-Kanada Apostolischer Vikar von Saskatoon (Kanada) | 3. März 1948  | 3. November 1956  |
| 3                          | Raúl Francisco Primatesta | Weihbischof in La Plata (Argentinien)                                    | 14. Juni 1957 | 12. Juni 1961     |
| 4                          | Agustín Adolfo Herrera    | Koadjutorbischof von Jujuy (Argentinien)                                 | 24. Juli 1961 | 8. September 1965 |